# Design educacional
Design educacional é uma área de planejamento e projeto pedagógico que se utiliza de abordagens de Design para o processo educativo. Parte uma perspectiva interdisciplinar para criação conteúdos interativos e recursos educacionais para gerar experiências de ensino-aprendizagem que sejam significativas.

## Contexto
Com a difusão de novas Tecnologias da informação e comunicação, a educação tem assumido um papel ainda mais crucial de não apenas incorporá-las nas práticas educacionais, mas de criar essas tecnologias de forma adequada às finalidades pedagógicas.
Diante da procura e oferta de modalidades de Educação a distância, o Design educacional surge como uma das novas áreas de trabalho e de especialização, que vem se formando para responder aos desafios de aliar educação e o design de novas tecnologias. Trata-se de uma área nova que, no Brasil, começaram a serem ofertadas formações em Design Educacional, em nível de disciplinas de graduação, graduação e pós-graduação (especialização).

## Atuação profissional
O profissional em design educacional busca facilitar a jornada dos estudantes nos processos de aprendizagem. Para tal, o profissional deve criar e desenvolver projetos, com finalidade educacional, buscando viabilizar a mediação pedagógica, seja ela presencial, on-line ou híbrida. A profissão foi reconhecida oficialmente pelo Ministério do Trabalho e Previdência Social no ano de 2008.
Entre as ações que são responsabilidade do designer educacional, estão o processo de conceber, elaborar, assim como implementar e acompanhar o desenvolvimento de materiais didáticos e da avaliação de cursos.

## Relação com Design Instrucional
Segundo a Classificação Brasileira de Ocupações (CBO), o Design Educacional (DE) e Design instrucional (DI) são termos que podem ser considerados sinônimos.
Entretanto, é possível identificar pontos distintos em suas origens. Uma forma de caracterizar diferenças entre ambas as áreas é proposta por Macedo e Bergmann. O Design instrucional (DI) é mais antigo, e possui uma tradição fundada no behavirorismo, voltado ao planejamento de materiais didáticos em Educação a distância (EaD), e preocupado com estratégias de linguagens, métricas e aplicação de objetivos do plano de ensino, para pedagogia em EaD. 
Enquanto o Design Educacional oferece ênfase na interação, com foco em equipes multidisciplinares e em uma visão mais ampla do processo de design da Educação. O Design Educacional parte do Design instrucional e dialoga com abordagens mais contemporâneas de Design, como o Design thinking, por exemplo, ou questões sobre Recursos Educacionais Abertos.